# Perasia notescens
Perasia notescens är en fjärilsart som beskrevs av Walker 1858. Perasia notescens ingår i släktet Perasia och familjen nattflyn. Inga underarter finns listade i Catalogue of Life.